# Arichanna mesolepta
Arichanna mesolepta là một loài bướm đêm trong họ Geometridae.